# Melvyn Gale
Melvyn Gale (n. 15 ianuarie 1952, Londra) este un muzician englez, interpret la violoncel.